# Evgenij Tjukalov
Evgenij Evgen'evič Tjukalov (in russo Евгений Евгеньевич Тюкалов?; Perm', 7 agosto 1992) è un calciatore russo, attaccante dell'Amkar Perm'.

## Carriera
Ha giocato nella massima serie dei campionati russo, estone e bulgaro.

## Statistiche

### Presenze e reti nei club
Statistiche aggiornate al 29 ottobre 2021.
| Stagione            | Squadra             | Campionato          | Campionato | Campionato | Coppe nazionali | Coppe nazionali | Coppe nazionali | Coppe continentali | Coppe continentali | Coppe continentali | Altre coppe | Altre coppe | Altre coppe | Totale | Totale |
| Stagione            | Squadra             | Comp                | Pres       | Reti       | Comp            | Pres            | Reti            | Comp               | Pres               | Reti               | Comp        | Pres        | Reti        | Pres   | Reti   |
| ------------------- | ------------------- | ------------------- | ---------- | ---------- | --------------- | --------------- | --------------- | ------------------ | ------------------ | ------------------ | ----------- | ----------- | ----------- | ------ | ------ |
| 2011-2012           | Amkar Perm'         | PL                  | 15         | 1          | CR              | 0               | 0               |                    | -                  | -                  |             | -           | -           | 15     | 1      |
| 2012-2013           | Amkar Perm'         | PL                  | 3          | 0          | CR              | 1               | 0               |                    | -                  | -                  |             | -           | -           | 4      | 0      |
| 2013-2014           | Amkar Perm'         | PL                  | 0          | 0          | CR              | 0               | 0               |                    | -                  | -                  |             | -           | -           | 0      | 0      |
| 2014-2015           | Amkar Perm'         | PL                  | 1          | 0          | CR              | 0               | 0               |                    | -                  | -                  |             | -           | -           | 1      | 0      |
| Totale Amkar Perm'  | Totale Amkar Perm'  | Totale Amkar Perm'  | 19         | 1          |                 | 1               | 0               |                    | -                  | -                  |             | -           | -           | 20     | 1      |
| 2015-mar. 2016      | União Leiria        | SL                  | 12         | 4          | CP+CdL          | 0               | 0               |                    | -                  | -                  |             | -           | -           | 12     | 4      |
| 2016                | Infonet             | ML                  | 13         | 0          | CE+CE           | 0               | 0               | UEL                | 0                  | 0                  |             | -           | -           | 13     | 0      |
| 2016                | Infonet II          | EL                  | 5          | 7          | CE+CE           | 0               | 0               |                    | -                  | -                  |             | -           | -           | 5      | 7      |
| 2016-feb. 2017      | Slavia Sofia        | 1L                  | 3          | 0          | CB              | 1               | 0               |                    | -                  | -                  |             | -           | -           | 4      | 0      |
| 2017-2018           | KAMAZ               | 2D                  | 22         | 5          | CR              | 2               | 0               |                    | -                  | -                  |             | -           | -           | 24     | 5      |
| 2018-2019           | Zvezda Perm'        | 2D                  | 23         | 8          | CR              | 1               | 0               |                    | -                  | -                  |             | -           | -           | 24     | 8      |
| 2019-2020           | Zvezda Perm'        | 2D                  | 17         | 2          | CR              | 2               | 1               |                    | -                  | -                  |             | -           | -           | 19     | 3      |
| 2020-2021           | Zvezda Perm'        | 2D                  | 24         | 14         | CR              | 3               | 1               |                    | -                  | -                  |             | -           | -           | 27     | 15     |
| Totale Zvezda Perm' | Totale Zvezda Perm' | Totale Zvezda Perm' | 64         | 24         |                 | 6               | 2               |                    | -                  | -                  |             | -           | -           | 70     | 26     |
| 2021-2022           | Amkar Perm'         | 2D                  | 15         | 4          | CR              | 1               | 1               |                    | -                  | -                  |             | -           | -           | 16     | 5      |
| Totale carriera     | Totale carriera     | Totale carriera     | 153        | 45         |                 | 11              | 3               |                    | 0                  | 0                  |             | -           | -           | 164    | 48     |